# Bunga bunga

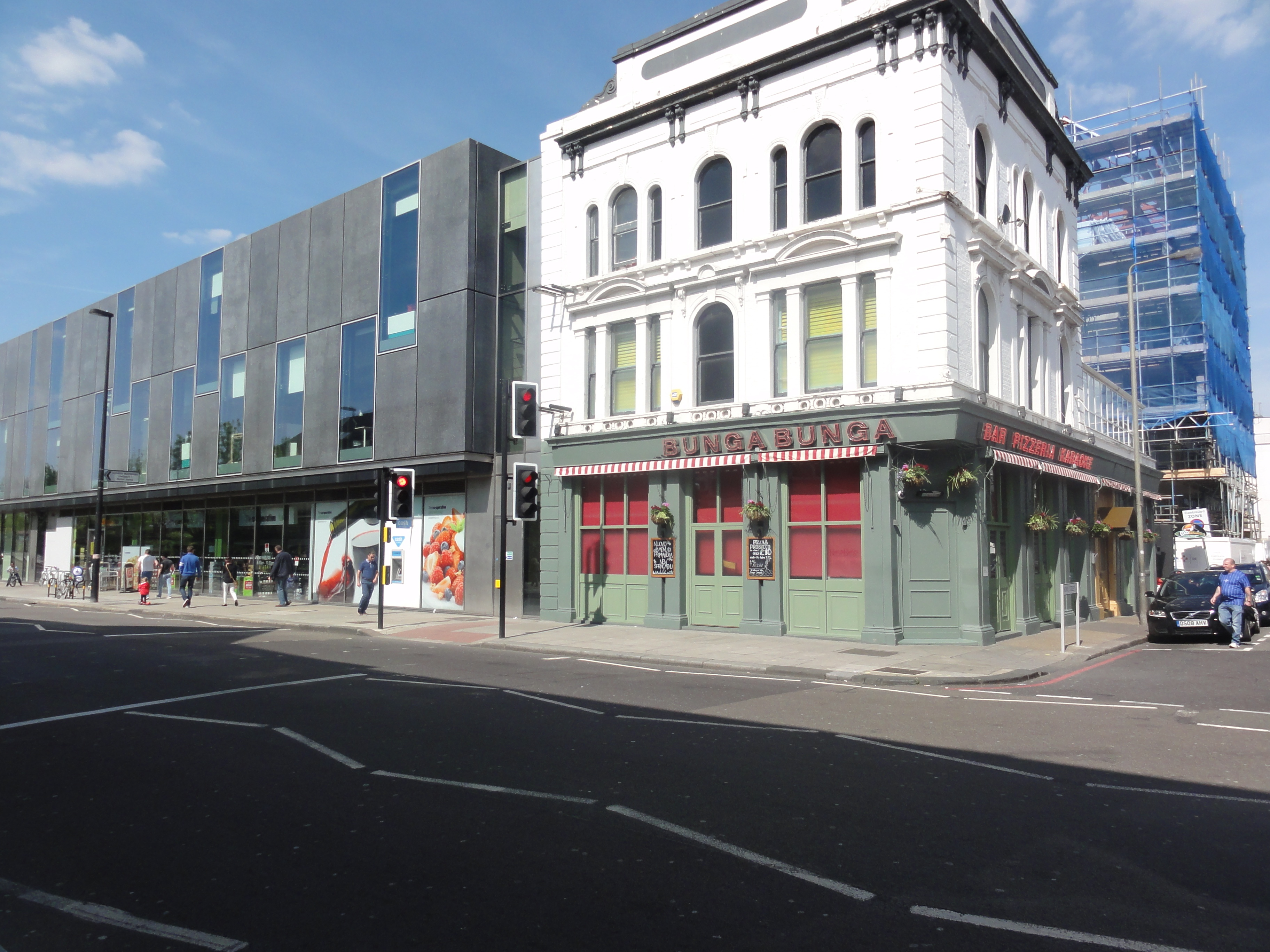
Un bar-pizzeria sur le thème de « Silvio Berlusconi », à Battersea. À l'intérieur, des photos de femmes topless encadrent le bar, et des cocktails sont servis dans des services de porcelaine en forme de tête de Berlusconi.

Bunga bunga est une expression à la signification incertaine, qui date de 1910, si ce n'est moins. En 2010, elle gagne en popularité dans la presse italienne et internationale lorsqu'elle est utilisée par le président du conseil Silvio Berlusconi pour faire référence à ses présumées parties fines, qui ont causé un scandale politique majeur en Italie.

## Premières attestations
En 1910, le trublion aristocrate Horace de Vere Cole monte le canular du Dreadnought. Se faisant passer pour l'empereur d'Abyssinie, il obtient de visiter le navire HMS Dreadnought de la marine britannique. Quelques complices recrutés pour l'occasion, dont Virginia Woolf, se déguisent comme lui pour tenir le rôle de son entourage. Ils auraient crié : « Bunga ! Bunga » en s'émerveillant devant le navire,.